# George Jenson
George Jenson (Calgary, 24 de junio de 1930 – Henderson (Nevada), 25 de mayo de 2018) fue un artista y supervisor de efectos especiales de cine canadiense.

## Biografía
A los seis años, Jenson y su familia se trasladó a Los Ángeles (California). Se alistó al ejército durante la Guerra de Corea. Estudió en la Liga de estudiantes de arte de Nueva York.
Jenson comenzó su carrera en 1964 como ilustrador y artista de storyboards para programas de televisión de Irwin Allen como Voyage to the Bottom of the Sea, Lost in Space, The Time Tunnel y Land of the Giants.
En 1985, Jenson fue nominado a los Premios Óscar en la categoría de mejores efectos visuales por 2010. Odisea dos junto a Richard Edlund, Neil Krepela y Mark Stetson. 

## Premios y distinciones
Premios Óscar
| Año  | Categoría                | Película         | Resultado |
| ---- | ------------------------ | ---------------- | --------- |
| 1985 | Mejores efectos visuales | 2010. Odisea dos | Nominado  |